# Runensteinfragmente von Bösarp
 Die Runensteinfragmente von Bösarp (Bøsarp-småstyckena;  stammen aus Södra Virestad; unter Umständen auch Ryllagården – (DR 258 oder Bösarp 86:2) in Trelleborg in Schonen in Schweden sind aus Granit, aber es ist nicht sicher, dass sie vom selben Runenstein stammen. Die Fragmente liegen im historischen Museum der Universität Lund. 
Von den drei interessantesten Teilen sind zwei mit Bildern versehen, während einer eine Runenritzung aufweist. Die Bilder bestehen aus einer Männermaske, die den Abbildungen vom Lundastenen 1 (DR 315) und dem Stein 2 im Steinkreis von Västra Strö (DR 335) ähnelt. Darüber hinaus ähnelt der Teil eines Schiffes den Dromonen auf dem Tullstorpsten (DR 271) und dem Holmbysten (DR 328). Die übersetzte Inschrift auf dem Runensteinfragment lautet: „Toke setzte“.